# Mazaly Aguilar Pineda
Mazaly Aguilar Pineda (Conca, 1949) és una política espanyola del partit Vox. És vicepresidenta de Vox, responsable de relacions amb organitzacions privades i institucions públiques, i diputada electa d'aquesta formació al Parlament europeu.
Mazaly Aguilar és llicenciada en Ciències econòmiques per la Universitat Complutense de Madrid. Va treballar durant vint-i-cinc anys a diverses empreses (Bank of America, BBVA, Banesto, Trasmediterrànea, Airtel-Vodafone).
El 26 de maig de 2019 aconseguí un escó al Parlament europeu.
Docent al Centro Universitario Villanueva, és llicenciada en Ciències Econòmiques i postgrau en Comunicació Corporativa i Institucional per la Universitat Complutense de Madrid. Va cursar també estudis de Dret per la UNED i d'Enginyeria de Camins en la Politècnica de Madrid
Docent al Centro Universitario Villanueva, és llicenciada en Ciències Econòmiques i postgrau en Comunicació Corporativa i Institucional per la Universitat Complutense de Madrid. Va cursar també estudis de Dret per la UNED i d'Enginyeria de Camins en la Politècnica de Madrid. Parla francès i anglès [ref?]. La seva carrera professional l'ha desenvolupat en el camp de la banca, on va passar set anys en el grup Banesto i nou en el BBVA, i en el de les relacions externes en empreses com Trasmediterránea on va ser Cap de Relacions Institucionals, o Airtel-Vodafone, on va ser Cap del Gabinet del Conseller Delegat.
És la tercera vicepresidenta de la comissió d'Agricultura del Parlament Europeu.